# 科帕普霍山
16°55′17″S 70°08′54″W / 16.92139°S 70.14833°W
科帕普霍山（Qupa Phuju），是秘魯的山峰，位於該國南部莫克瓜大區和塔克納大區，由卡魯馬斯區和坎達拉韋區負責管轄，屬於安地斯山脈的一部分，海拔高度5,400米。